# Liste der Monuments historiques in Miramont-de-Comminges
Die Liste der Monuments historiques in Miramont-de-Comminges führt die Monuments historiques in der französischen Gemeinde Miramont-de-Comminges auf.

## Liste der Bauwerke
| Bezeichnung    | Beschreibung | Standort | Kennzeichnung | Schutzstatus | Datum | Bild |
| -------------- | ------------ | -------- | ------------- | ------------ | ----- | ---- |
| Friedhofskreuz |              | (Lage)   | PA31000086    | Inscrit      | 2010  |      |